# Huayangosaure
El huayangosaure (Huayangosaurus) és un gènere de dinosaure estegosaure del Juràssic mitjà. Les seves restes fòssils es van trobar a la província de Sichuan, Xina. Va viure durant el Bathonià i el Cal·lovià, fa uns 165 milions d'anys, uns 20 milions d'anys abans que l'estegosaure. Feia uns 4,5 metres de longitud, molt més petit que el seu cosí més famós. El huayangosaure compartia paisatge amb els sauròpodes shunosaure, datousaure, omeisaure i protognathosaure, l'ornitòpode xiaosaure i el carnívor gasosaure.